# Бажани (Синельниківський район)
Бажани́ — село в Україні, у Синельниківському районі Дніпропетровської області. Входить до складу Миколаївської сільської громади. Населення становить 240 осіб. Колишній орган місцевого самоврядування - Дмитрівська сільська рада.

## Історія
12 червня 2020 року, відповідно до розпорядження Кабінету Міністрів України № 709-р від «Про визначення адміністративних центрів та затвердження територій територіальних громад Дніпропетровської області», увійшло до складу Миколаївської сільської громади.
19 липня 2020 року, в результаті адміністративно-територіальної реформи та ліквідації  Петропавлівського району, село увійшло до складу новоутвореного Синельниківського району.

## Населення

### Мова
Розподіл населення за рідною мовою за даними перепису 2001 року:
| Мова       | Кількість | Відсоток |
| ---------- | --------- | -------- |
| українська | 224       | 93.33%   |
| російська  | 16        | 6.67%    |
| Усього     | 240       | 100%     |

## Географія
Село Бажани розташоване на лівому березі річки Самара, вище за течією на відстані 2 км розташоване село Дмитрівка, нижче за течією на відстані 1,5 км розташоване село Олефірівка. Річка в цьому місці звивиста, утворює лимани, стариці і заболочені озера. Поруч проходять автомобільна дорога М04 (E50) і залізниця, станція Богуславський за 5 км.

## Пам'ятки
Поблизу села розташований ландшафтний заказник загальнодержавного значення Мар'їн гай.